# Arias (Córdoba)
La localidad de Arias se encuentra ubicada al sur del departamento Marcos Juárez, en el sureste de la provincia de Córdoba (Argentina). Dista de 125 km de la cabecera departamental y a 360 km de la ciudad de Córdoba. Está ubicada a la altura del km 410 de la Ruta Nacional 8, que la comunica con el resto del país. 
Arias cuenta con uno de los carnavales más importantes de la provincia de Córdoba. El evento se realiza en un corsódromo, el primero del centro del país, inaugurado en el año 2002.
Arias posee dos institutos secundarios, tres escuelas primarias, tres jardines de infantes y una escuela especial. Además cuenta con un instituto terciario.
En 2007 fue construido un parque industrial de 12 hectáreas, ampliado a 22 en 2009 y a 27 en 2011.

## Población
Cuenta con 7635 habitantes (Indec, 2022), lo que representa un incremento del 8% frente a los 7075 habitantes (Indec, 2010) del censo anterior.
| Gráfica de evolución demográfica de Arias entre 1991 y 2022 |
|                                                             |
| Fuente: censos nacionales del INDEC                         |

## Parroquias de la Iglesia católica en Arias
| Diócesis  | Villa de la Concepción del Río Cuarto      |
| --------- | ------------------------------------------ |
| Parroquia | Santa Rosa de Lima e Inmaculada Concepción |

## Historia

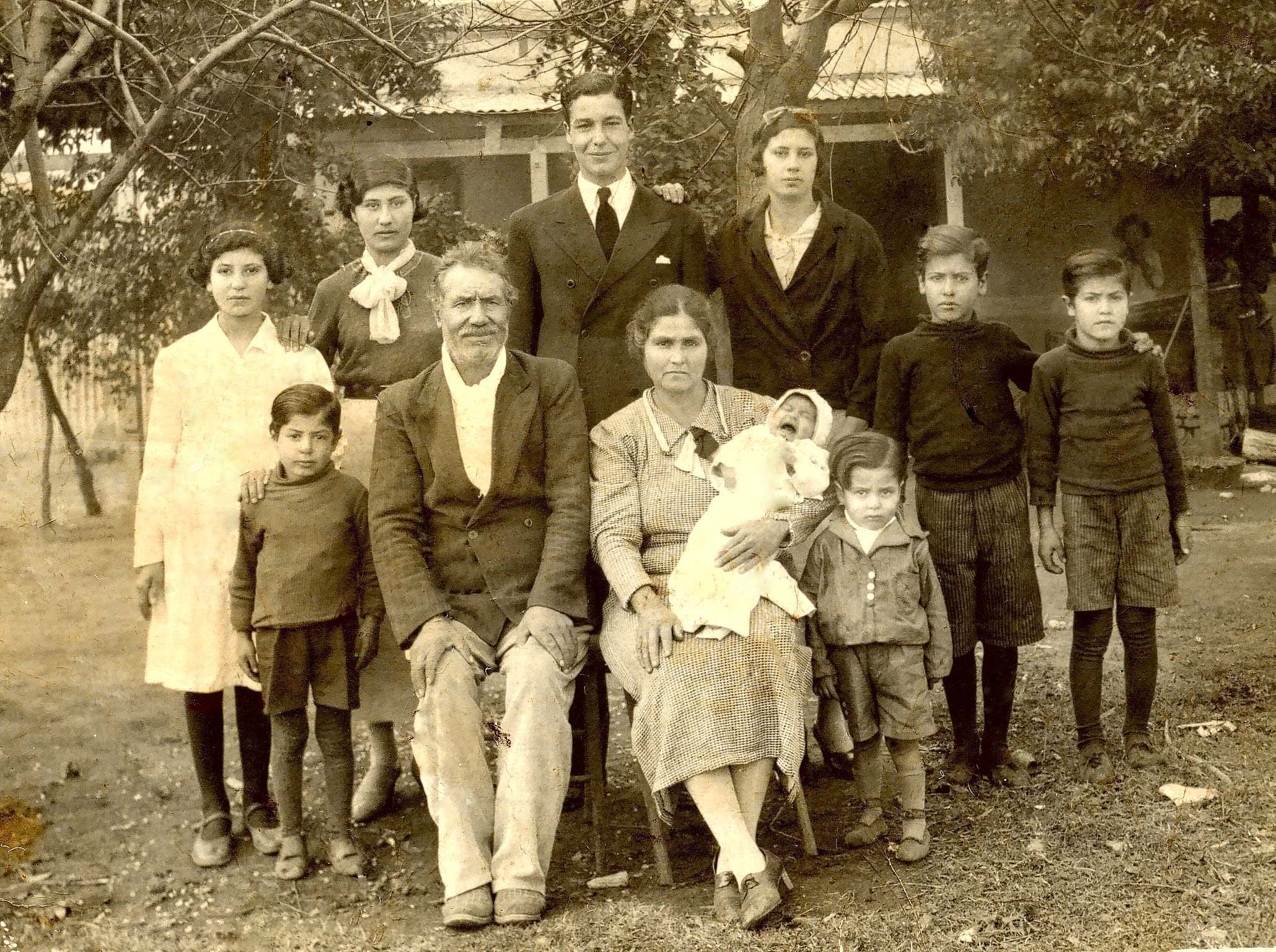
Una familia inmigrante española en el pueblo de Arias, Córdoba.

En 1889 el gobernador Marcos Juárez  atento a lo solicitado por la Compañía de Tierras del Gran Sud de Santa Fe y Córdoba Ltda., aprobó los planos presentados para la creación de la Colonia Arias que formada sobre la suerte N31 de lo que fue la Merced Arrascaeta, se le llamó más específicamente Colonia Arias, sección A. La colonia Arias A contenía al pueblo Arias y contendría poco más tarde la correspondiente estación Arias. 
Los orígenes del pueblo están vinculados a la construcción del Ferrocarril Gran Sud de Santa Fe y Córdoba, de capitales británicos. La empresa, como otras, tenía una subsidiaria dedicada a la compra de tierras (Compañía de Tierras del Gran Sur de Santa Fe y Córdoba) la cual fomentaba la colonización de las tierras aledañas al trazado ferroviario. El ferrocarril justificaba su existencia y hacia viable el negocio mediante la colonización y puesta en producción del hinterland propio para la captación de cargas, fomentaba la inmigración masiva e incorporaba a la nación al mundo como productor y exportador de materia prima agropecuaria.
Según Udaondo, Significado de la nomenclatura de las Estaciones ferroviarias de la República Argentina, p. 18, el nombre del pueblo Arias deriva de Francisco Gabino Arias, gobernador-intendente de Tucumán (1775-1777). 
Según Sylvester Damus, la estación ya se llamaba Arias cuando hacia 1888 la ferrovia solo era un proyecto y conservó el nombre cuando fue efectivamente abierta por la Santa Fe and Córdoba Great Southern Railway (Ferrocarril Gran Sud de Santa Fe y Córdoba, F.C.G.S.S.F.C). 
Núñez, Arias, p. 32 sugiere que el nombre se debe al Dr. Pedro Nolasco Arias (1844-1907) quién posiblemente actuó para aquel ferrocarril y sin dudas trabajó para el Ferrocarril Central Argentino hasta 1902 llegando a ejercer la presidencia de su directorio. Pedro N. Arias fue un jurista, político y profesor, que residió principalmente en Rosario; figura como socio fundador 1873 del Club Social Rosario. En 1880 se desempeñó como interventor en La Rioja. También fue juez federal en Rosario (website saguier genealogía tomo v y Abad, Gran Enciclopedia); Bischoff, Historia, p 329, menciona a Pedro N. Arias quién como presidente del Consejo Provincial de Educación de Córdoba impuso en 1896 que la educación común fuera obligatoria y gratuita.
S. Damus, sin embargo, afirma que Pedro N. Arias no tuvo nada que ver con el Ferrocarril Gran Sud de Santa Fe y Córdoba (F.C.G.S.S.F.C). No obstante, parece posible que el citado Francisco G. Arias era un ancestro de Pedro N. Arias (quien hacia 1885 era un influyente en Rosario, Santa Fe) y éste haya de alguna manera sugerido que se lo honrase nombrando una estación según él (ver Arce-Ontiveros, Dos Familias) (en el Museo/Archivo Ferroviario, Buenos Aires podría haber documentos que aclaren el asunto.)

### Sobre el ferrocarril
En 1886 Charles Trew Prebble y Edward Ware obtuvieron la concesión para construir y explotar un ferrocarril que uniera la ya completada línea del Ferrocarril Buenos Aires y Rosario (F.C.B.A.R), con Venado Tuerto (Santa Fe) y La Carlota (Córdoba).. Así la ley 1835 concede la autorización para su realización desde Villa Constitución, Provincia de Santa Fe, hasta La Carlota en la provincia de Córdoba.
La concesión pronto pasó a ser de Christopher Fredrick Woodgate. El proyecto original sería modificado al transferirse los derechos a éste, quien con sus influencias logró que el "empalme" con el F.C.B.A.R. se transformara en "empalme con cruce" y el ferrocarril tuviera embarcadero propio. En 1888 este vendió sus derechos a la Santa Fe and Cordoba Great Southern Land Company, en formación, por 45.000 libras esterlinas parte en efectivo y parte en acciones (Damus, Who was who in argentine railways, Herapath's Railway Journal, 2.6 1888, p. 632 y registro 1, 1888, folio 1629 y 1638v)
La adquisición de terrenos la manejó la subsidiaria Compañía de Tierras del Gran Sud de Santa Fe y Córdoba actuando localmente Charles William Drabble y Charles Lockwood. 
Las ferrovias iban a correr a lo largo del límite entre las hileras III y IV de lo que era la Merced Arrascaeta, pero al final se construyeron pasando entre los 2/3 norte y 1/3 sur de las suertes de la hilera III, para lo que el trazado hizo un esguince hacia el noroeste entre Maggiolo (Santa Fe) y Arias (Córdoba) una modificación de la traza ignorada por algunos mapas de la época. 
El 20 de septiembre de 1900 el Ferrocarril Gran Sud de Santa Fe y Córdoba (F.C.G.S.S.F.C.) fue adquirido por la Buenos Ayres and Rosario Railway Company (F.C.B.A.R ) la venta incluía una concesión que ya estaba otorgada al Ferrocarril Gran Sud de Santa Fe y Córdoba para extender la línea desde La Carlota hasta Río Cuarto, tramo que fue abierto el 26 de marzo de 1902.
En 1902 el F.C.B.A.R. y el Ferrocarril Central Argentino (F.C.C.A) se fusionaron en Londres pero en la Argentina recién lo hicieron formalmente en 1908: de 1902 hasta 1907 el gobierno argentino se opuso a la fusión, recién aceptándola en 1908 bajo la condición de que la compañía firmara como Ferrocarril Central Argentino. Éste, va a ser luego nacionalizado en 1947 convirtiéndose en el Ferrocarril General Bartolomé Mitre.
La línea se extendió de Villa Constitución, Santa Fe (1890) a La Carlota (24 de febrero de 1891) con entre otras, las estaciones intermedias San Urbano (30 de abril de 1890) Venado Tuerto (8 de julio de 1890) y Maggiolo (1890) Arias (1890), Alejo Ledesma (1891), Benjamín Gould (1891), Canals (1891), San Severo(1889), Olmos (1891) y más allá Los Cisnes (1901); a Río Cuarto (debido sin duda a la crisis del 1890) la línea recién llegó en 1902 tal como se dijo más arriba(Bischoff, Historia, p. 315)
Para 1894 el director Frederick Neild, quien en esa época actuaba como presidente de un sinnúmero de compañías ferroviarias, portuarias, banqueras, ganaderas británicas que operaban en la Argentina reporta que: el pueblo Arias progresa y las chacras de la colonia andan bien; un proyectado tranvía a vapor entre Cruz Alta y Arias se ha atrasado por la ‘depresión’ (nunca se terminaría realizando)